# Slaget vid Kamenka
Slaget vid Kamenka var ett slag under De la Gardieska fälttåget. Slaget stod mellan svenska trupper allierade med ryska trupper mot polsk-litauiska trupper den 15 maj 1609, vid Kamenka.

## Bakgrund
Den 2 maj bröt den svenska hären under befäl av Jakob De la Gardie upp ifrån Novgorod, i vilken stad de mött och allierat med Michail Skopin-Sjujskijs ryska här. Målet var att nå Staraja Russa där polsk-litauiska trupper under Jan Carnasinski befann sig. När den svenska förtruppen under befäl av Evert Horn nådde Staraja Russa utsände Carnasinski 300 ryttare för att överraska Horn, men då dessa upptäcktes och flydde lämnade han staden, som han satte i brand. Horn fortsatte att jaga efter Carnasinski med en svensk-rysk trupp på 440 man medan De la Gardies huvudhär kom fram till Staraja Russa först den 12 maj.

## Slaget
Evert Horns trupp kom ikapp Jan Carnasinski först på kvällen den 15 maj vid Kamenka. Den polsk-litauiska hären befann sig då på andra sidan om en å, vilken den svenska truppen strax gick över. De druckna polsk-litauiska trupperna blev totalt överraskade och krossades efter ett tappert motstånd medan Carnasinski snabbt flydde katastrofen. Bland bytet återfanns alla fanor, sju kanoner, en del av trossen, samt flera kvinnor, vilka Horn satte under sitt beskydd och snart släppte.

## Följder
Slaget fick stora konsekvenser för fälttåget då ett stort antal städer och borgar skiftade till den svensk-ryska alliansen och tsar Vasilij IV. Slaget ledde även till att stärka Evert Horns militära anseende och han blev således både älskad som fruktad. Jakob de la Gardie skrev om honom att "Ty ehuru alla, som deltagit i striden, förhållit sig som ärliga karlar, var det dock herr Evert, hvilken gjorde det mesta till saken".